# Kleinpertholz (Gemeinde Martinsberg)
Kleinpertholz ist eine Ortschaft und eine Katastralgemeinde der Gemeinde Martinsberg im Bezirk Zwettl in Niederösterreich.

## Geschichte
Laut Adressbuch von Österreich waren im Jahr 1938 in der Ortsgemeinde Kleinpertholz ein Gastwirt, ein Schmied, ein Schuster, eine Rinderzuchtgenossenschaft und einige Landwirte ansässig.

## Siedlungsentwicklung
Zum Jahreswechsel 1979/1980 befanden sich in der Katastralgemeinde Kleinpertholz insgesamt 30 Bauflächen mit 14.302 m² und 3 Gärten auf 290 m², 1989/1990 gab es 32 Bauflächen. 1999/2000 war die Zahl der Bauflächen auf 85 angewachsen und 2009/2010 bestanden 56 Gebäude auf 100 Bauflächen.

## Bodennutzung
Die Katastralgemeinde ist landwirtschaftlich geprägt. 191 Hektar wurden zum Jahreswechsel 1979/1980 landwirtschaftlich genutzt und 232 Hektar waren forstwirtschaftlich geführte Waldflächen. 1999/2000 wurde auf 189 Hektar Landwirtschaft betrieben und 233 Hektar waren als forstwirtschaftlich genutzte Flächen ausgewiesen. Ende 2018 waren 183 Hektar als landwirtschaftliche Flächen genutzt und Forstwirtschaft wurde auf 232 Hektar betrieben. Die durchschnittliche Bodenklimazahl von Kleinpertholz beträgt 21,8 (Stand 2010).